# Orpierre
Orpierre ist eine ländliche, französische Gemeinde mit 319 Einwohnern (Stand 1. Januar 2022). Die Gemeinde gehört zur Region Provence-Alpes-Côte d’Azur, liegt im Département Hautes-Alpes und ist Teil des 2015 gegründeten Schutzgebietes Regionaler Naturpark Baronnies Provençales. Der Ort ist sehr bekannt bei Outdoor-Sportlern für die gut erschlossenen Kletterfelsen, Fahrrad- und Mountainbike Touren, Wandermöglichkeiten sowie für die nahe gelegenen Startplätze für Drachen- und Gleitschirmflieger.

## Namensgebung

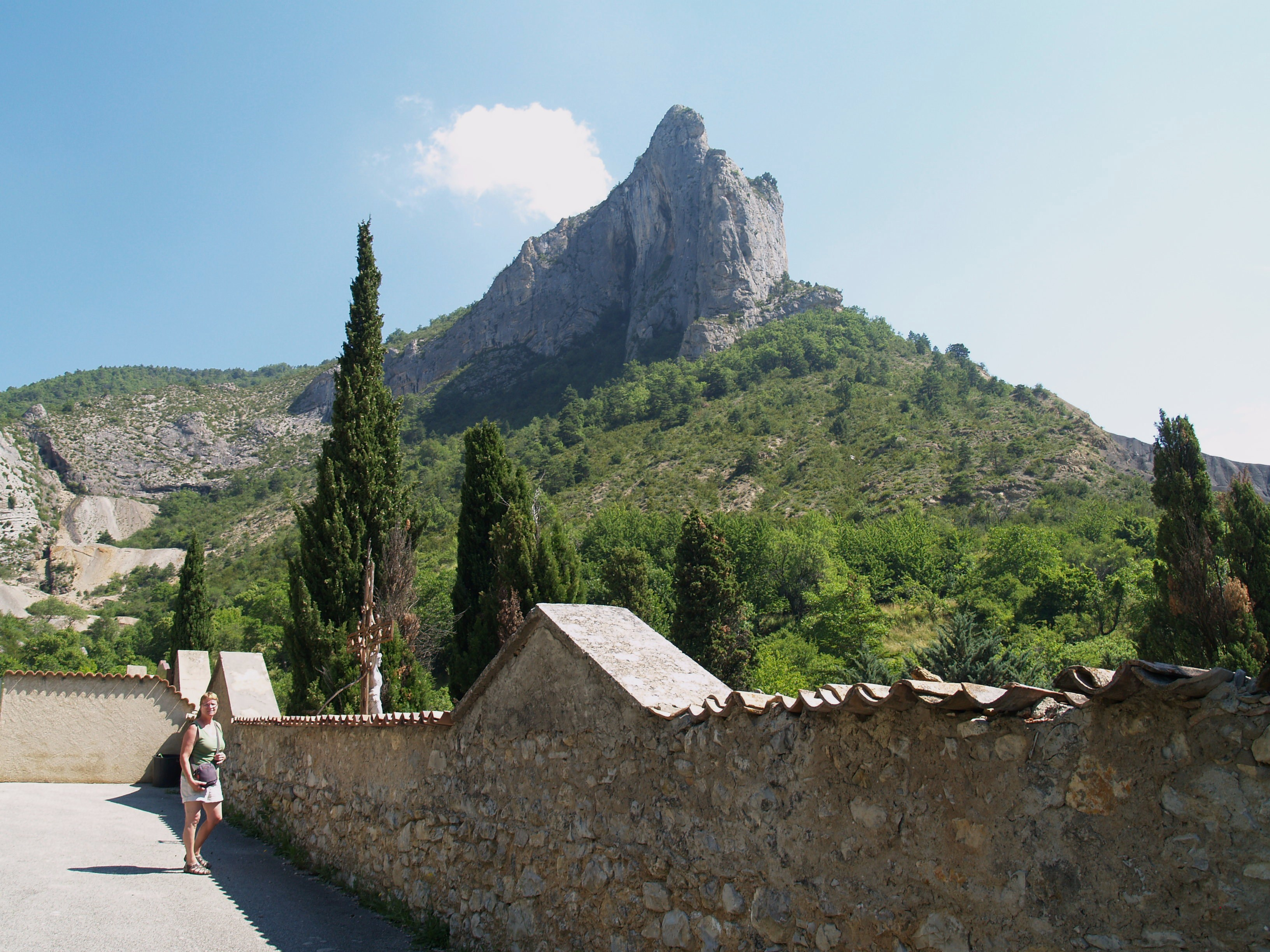
Felslandschaft über Orpierre

Der Name Orpierre erschien erstmals im Jahre 1177 in Provencal unter der Bezeichnung Orpeira und im Jahre 1241 in Latein als Auripetra. In den Archiven des Johanniterordens ist für das Jahr 1309 der Namen Aureapetra nachgewiesen sowie für das Jahr 1516 Orpiarre. Der Ursprung geht möglicherweise auf das provenzalische weibliche Adjektiv àrro für „hässlich, schrecklich“ und pèiro „Stein, Felsen“ zurück, was auf lateinisch also horrida petra „Der furchterregende Felsen“ bedeutet. Dieser negativ belegte Name könnte dann im 13. Jahrhundert in das viel positivere auri petra „der Goldfelsen“ umgedeutet worden sein.

## Geographie und Geologie
Die Gemeinde Orpierre liegt ca. 120 km südlich von Grenoble und etwa 20 km nördlich der Gemeinde Sisteron am linken Ufer des Flüsschens Céans. Sie hat eine Fläche von 27,57 km² und liegt auf Höhen zwischen 619 m und 1323 m zwischen dem Montagne de Chabre im Süden und der Bergkette Saint-Cyrice im Norden. Der Ort Orpierre liegt auf 701 m (Rathaus) und ist von den Gipfeln le Suillet 1324 m, le Rocher St-Michel 1216 m und le Rocher du Quiquillon 1025 m eingerahmt. Er wurde am Fuße eines Nordost-Südwest verlaufenden Felsriegels aus Kalkstein gegründet, der von der tithonischen Schicht der Südflanke der Synklinale von Saint-Cyrice gebildet wird. Der Ort liegt genau dort, wo das Flüsschen Céans den Felsriegel an einer V-förmigen topografischen Verwerfung erodieren konnte. Durch den entstandenen, orthogonal zu den Schichten verlaufenden Einschnitt, fließt der Céans.
Die Vegetation der Gemeinde Orpierre besteht hauptsächlich aus Waldgebieten, landwirtschaftlich genutzten Flächen sowie Grasland, Wiesen, Weiden und Flächen mit karger Vegetation. Eine genaue Aufteilung der Gemeindefläche nach Bewuchs und Nutzung sieht wie folgt aus:
| Bewuchs                                                                         | Fläche in ha | Prozentsatz |
| ------------------------------------------------------------------------------- | ------------ | ----------- |
| Mischwald                                                                       | 645          | 23,53       |
| Laubwald                                                                        | 402          | 14,66       |
| Hartlaubvegetation                                                              | 353          | 12,86       |
| Nadelwald                                                                       | 280          | 10,2        |
| Ackerland ohne Bewässerung                                                      | 193          | 7,03        |
| Hauptsächlich landwirtschaftlich genutzte Fläche, durch Naturräume unterbrochen | 175          | 6,38        |
| sich verändernde Wald- und Strauchvegetation                                    | 174          | 6,33        |
| Natürliches Grasland und Weiden                                                 | 165          | 6,02        |
| Komplexe Systeme der Landwirtschaft und der Anbauflächen                        | 153          | 5,58        |
| Karge Vegetation                                                                | 123          | 4,5         |
| Wiesen und andere landwirtschaftlich genutzte, immergrüne Flächen               | 80,2         | 2,92        |

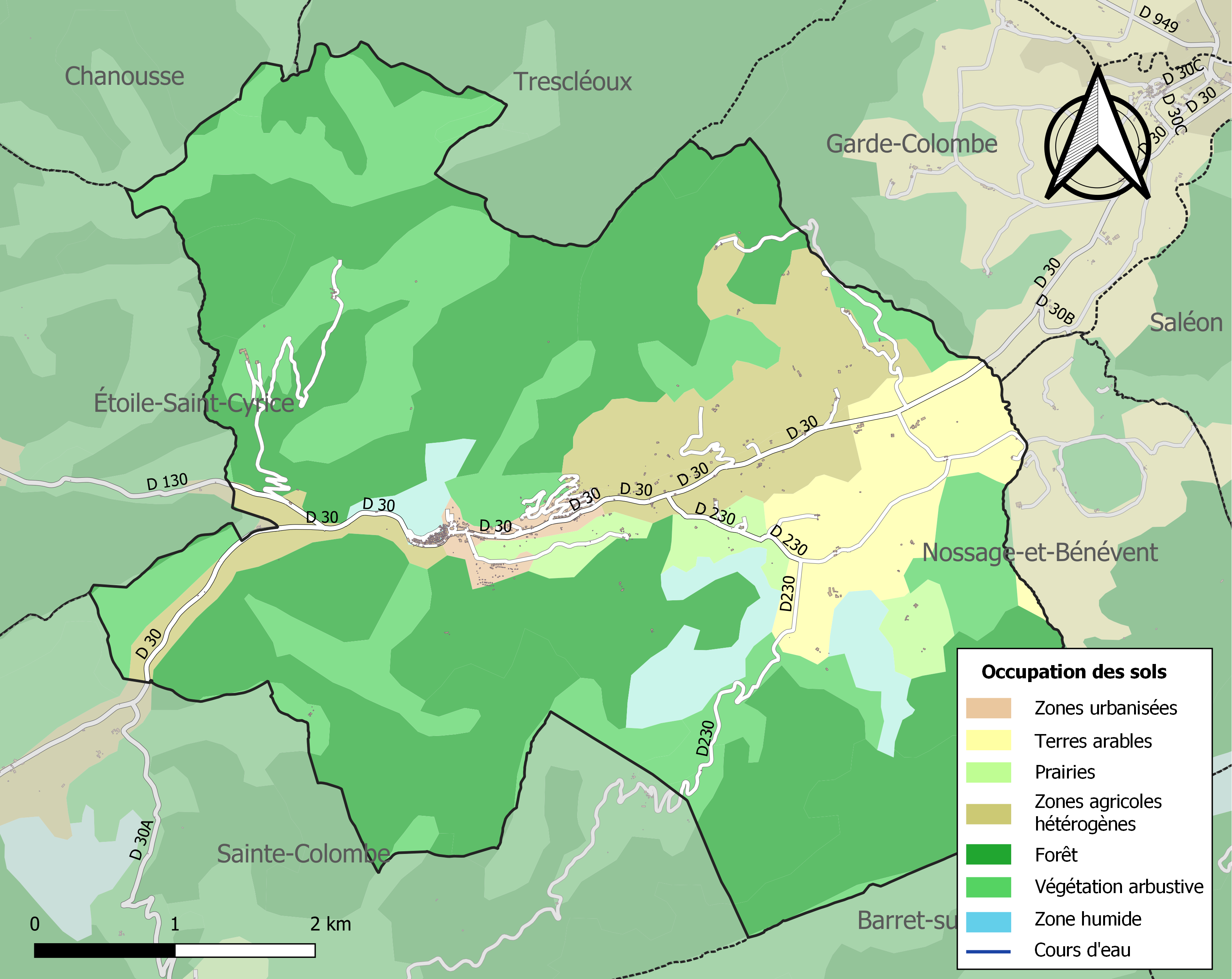
Bodenbedeckung der Gemeinde Orpierre

Gemäß der europäischen Datenbank für biophysikalische Bodenbedeckung CORINE Land Cover bedeckten im Jahr 2018 Wälder 50,3 % der Gemeindefläche, Strauch- und/oder Krautvegetation 23,3 %, heterogene landwirtschaftliche Flächen 10,8 %, Ackerland 7 %, offene Flächen ohne oder mit wenig Vegetation 4,5 %, Wiesen 2,9 % und 1,1 % war Siedlungsgebiete.

## Klima
Das Klima ist mediterran beeinflusst, aufgrund der Höhenlage des Ortes (etwa 700 m) aber gemäßigt und je nach Wetterlage auch kalt. Die nächstgelegenen Wetterstation von Météo-France, Laragne-Montéglin, liegt etwa 10 km Luftlinie entfernt Im Zeitraum 1981–2010 betrug die Jahresmitteltemperatur 11,9 °C und die durchschnittliche jährliche Niederschlagssumme lag bei 815,2 mm. Die höchste in diesem Zeitraum an dieser Station gemessene Temperatur betrug 39,6 °C, erreicht am 11. August 2013. Die niedrigste Temperatur dieser Periode betrug −17,4 °C, erreicht am 18. Dezember 2010.
|                        | Jan  | Feb  | Mär  | Apr  | Mai  | Jun  | Jul  | Aug  | Sep  | Okt  | Nov   | Dez  |   |       |
| Mittl. Temperatur (°C) | 2,1  | 4,2  | 8,1  | 10,8 | 15,5 | 19,6 | 22,0 | 21,5 | 16,8 | 12,5 | 6,5   | 2,4  | ⌀ | 11,9  |
| Mittl. Tagesmax. (°C)  | 7,3  | 10,5 | 15,2 | 17,8 | 22,9 | 27,7 | 30,4 | 29,7 | 24,0 | 18,9 | 11,8  | 7,0  | ⌀ | 18,6  |
| Mittl. Tagesmin. (°C)  | −3,0 | −2,1 | 1,0  | 3,9  | 8,2  | 11,5 | 13,6 | 13,3 | 9,5  | 6,2  | 1,2   | −2,1 | ⌀ | 5,1   |
|                        |      |      |      |      |      |      |      |      |      |      |       |      |   |       |
| Niederschlag (mm)      | 68,6 | 40,6 | 36,0 | 79,7 | 73,5 | 53,0 | 37,4 | 50,4 | 98,1 | 99,6 | 107,0 | 71,3 | Σ | 815,2 |

| −3,0 |

| −2,1 |

| 1,0 |

| 3,9 |

| 8,2 |

| 11,5 |

| 13,6 |

| 13,3 |

| 9,5 |

| 6,2 |

| 1,2 |

| −2,1 |

| −3,0 |

| −2,1 |

| 1,0 |

| 3,9 |

| 8,2 |

| 11,5 |

| 13,6 |

| 13,3 |

| 9,5 |

| 6,2 |

| 1,2 |

| −2,1 |

| N i e d e r s c h l a g | 68,6 | 40,6 | 36,0 | 79,7 | 73,5 | 53,0 | 37,4 | 50,4 | 98,1 | 99,6 | 107,0 | 71,3 |
|                         | Jan  | Feb  | Mär  | Apr  | Mai  | Jun  | Jul  | Aug  | Sep  | Okt  | Nov   | Dez  |

## Geschichte
Orpierre hatte seit dem Hochmittelalter eine sehr bewegte Geschichte. Das Baronat Orpierre gehörte zunächst, wie der Nachbarort Serres, der Familie Mévouillon und stand dann unter der Oberhoheit der Grafen der Provence. Am 11. Juni 1264 wurde Orpierre an den Dauphin, d. h. den Thronerbe des Königs von Frankreich verkauft, Guigues VII. Dieser überließ Orpierre Bertrand de Taulignan, der den Ort 1298 für 1300 Livres und eine Rente von 700 Livres sowie die Gemeinde Chanousse erneut an den Dauphin Guigues VIII. verkaufte. Guigues VIII. schenkte das Städtchen 1329 seinem Bruder Humbert II. Als Humbert II. den Thron bestieg, gab er Orpierre als Lehen an Jean de Châlon, den Seigneur von Orange. Danach ging das Baronat Orpierre an das Haus Nassau, das es bis 1689 besaß.
Nach dem Tod von Wilhelm III. von Oranien am 19. März 1702, dem damaligen Besitzer von Orpierre, wurde die Gemeinde von drei Adelshäusern beansprucht: dem König von Preußen, dem Prinzen von Nassau-Oranien, dem Marquis de Nesle und dem Prinzen von Conti. Mit dem Vertrag von Utrecht 1713 wurde dem Haus Nassau die Verwaltung seiner französischen Enklaven entzogen, darunter das Baronat Orpierre. Orpierre wurde schließlich von Conti erobert und später an Frankreich abgetreten.
Orpierre war im 16. Jahrhundert ein Brennpunkt der religiösen Auseinandersetzungen zwischen der römisch-katholischen Kirche und den Hugenotten. Der Gedanke einer reformierten Kirche breitete sich in Frankreich zu Beginn des 17. Jahrhunderts aus. Von den im Jahr 1700 in Orpierre lebenden etwa 1200 Personen, darunter zahlreichen Händler, Handwerker und Kaufleute, waren viele Hugenotten. Orpierre litt dennoch weniger als andere Hugenottensiedlungen unter den Strafmaßnahmen Ludwig XIV., die auch Dragonaden genannt werden. Schließlich ordnete der Rat des Königs (Conseil du Roi) 1685 die Zerstörung aller Kirchengebäude der reformierten Kirche an. Nach den Wirren der Religionskriege blieb Orpierre im 18. Jahrhundert dennoch ein Ort der Zuflucht für Protestanten, erlebte aber nach einem Jahrhundert des Wachstums einen gewissen Rückgang. Im Jahre 1789 hatte Orpierre nur noch 631 Einwohnern.
Die Geschichte Orpierres bis zum Zweiten Weltkrieg ist im Folgenden tabellarisch aufgeführt:
- 1822: Der protestantische Pfarrer d'Alembert begann sich für den Bau einer Protestantischen Kirche einzusetzen, die schließlich 1840 fertig gestellt wurde.
- 1823: Das Krankenhaus wird geschlossen und in eine katholische Jungenschule umgewandelt.
- 1833: Eine Brücke über die Buëch wurde eingeweiht, sodass die linke Flussseite nun von Orpierre aus erreichet werden kann und Laragne nur noch 13 km entfernt ist.
- 1875: Die Eisenbahnlinie Gap–Avignon wurde eingeweiht mit dem Haltepunkt Eyguians-Orpierre.
- 1876: Ein Telegraphenamt wurde eingerichtet.
- 1880: Das Unternehmen Roux de Freycinet et Cie das später von La vieille Montagne abgelöst wird, begann an den Felsen Belleric ein oberirdisches Erzvorkommen an Zinkblende auszubeuten, wobei auch einige Tunnel gegraben werden. Der Abbau wurde drei Jahre später wegen Unrentabilität aufgegeben.
- 1884: Die katholische und protestantische Schule werden zusammengelegt und unter Wahrung der Laizität gemeinsam geführt.
- 1993: Der Erzabbau wurde durch Escombrera-Bleyberg wieder aufgenommen. Um ergiebige Erzadern zu finden, wurden Stollen tief in den Montagne Suillet hineingetrieben. Wegen Unwirtschaftlichkeit mussten die Minen 1909 aufgegeben werden. Der Erzabbau schuf etwa einhundert Arbeitsplätze, die den Niedergang des Ortes um 16 Jahre verzögerten.
- 1910: Orpierre wurde mit einer Verspätung von etwa zehn Jahren gegenüber den Nachbargemeinden an das Telefonnetz angeschlossen.
- 1914–1918: Die Gemeinde hat 25 Opfer des Ersten Weltkrieges zu beklagen.
- 1923: Die ersten Sommergäste wurden in Orpierre empfangen.
- 1925: Der Ort wurde als einer der Ersten der Gegend an das Stromnetz angeschlossen.
- 1928: Für die Häuser des Ortes wurde eine Wasserversorgung eingerichtet.
- 1930: Der Marmorabbau in der Nähe von Orpierre begann, doch profitierte der Ort wenig davon.
- 1939–1945: Während der deutschen Besatzung wurden zwei Bürger von Orpierre aus politischen Gründen in das KZ Mauthausen deportiert, wo sie umkamen. Weitere Bewohner starben als Résistance-Kämpfer, einer wurde bei Orpierre erschossen.

## Bevölkerungsentwicklung
Seit 1793 wird in Gemeinden mit weniger als 10.000 Einwohnern alle fünf Jahre eine Volkszählung durchgeführt. Die Bevölkerung der Gemeinde Orpierre ging dabei von etwa 1200 Personen im Jahre 1700 bis in die 1970er Jahre kontinuierlich zurück und erreicht ein Minimum um 1975 mit 257 Einwohnern. Danach stieg die Bevölkerung der Gemeinde wieder an und zählte 331 Einwohner im Jahr 2021. Im Gegensatz zu anderen benachbarten ländlichen Gemeinden hat Orpierre nicht nur einen hohen Rentneranteil (47 %), sondern verfügt auch über eine signifikante Anteil aktiver Bevölkerung zwischen 30 und 60 Jahren (36,5 %).
| Jahr                                | 1700 | 1789 | 1820 | 1866 | 1891 | 1895 | 1901 | 1921 | 1962 | 1968 | 1975 | 1982 | 1990 | 1999 | 2006 | 2014 | 2016 | 2020 | 2021 |
| Einwohner                           | 1200 | 631  | 966  | 805  | 702  | 667  | 675  | 450  | 285  | 258  | 257  | 275  | 335  | 256  | 318  | 329  | 352  | 344  | 331  |
| Quellen: Rodolphe Arthaud und INSEE |      |      |      |      |      |      |      |      |      |      |      |      |      |      |      |      |      |      |      |

## Die Wiederbelebung Orpierres
Als Raymond Chauvet Anfang der 1980er Jahre Bürgermeister von Orpierre war, lebten nur noch etwa 50 Personen im Ort, meist Rentner, und etwa 250 Personen in der ganzen Gemeinde. Chauvet bemerkte, dass immer mehr „Menschen mit seltsamen Haaren“ in den Ort kamen, um an den Felsen über dem Ort zu klettern, von denen der höchste rund 200 Meter hoch ist. Als sich einer dieser Kletterer, Pierre-Yves Bochaton, in Orpierre niederließ, schloss Chauvet eine Finanzierungsvereinbarung mit dem Conseil Général, dem obersten Exekutivorgan eines Departements. Damit konnten die neun Felswände, in deren Zentrum Orpierre liegt, von Bochaton, und nur von Bochaton, unter Auflagen zum Klettern erschlossen werden. Diese Auflagen berücksichtigten den Naturschutz und die Sicherheit der Kletterer, aber auch die Forderung Routen zu erschließen, die von „Hobby-Kletterern“ begangen werden können, d. h. die meisten der etwa 450 von Bochaton eingerichteten Routen bewegen sich im UIAA Schwierigkeitsgrad V–VII. Seit Mitte der 1980er Jahre verzeichneten die Felsen um Orpierre, die zu den best ausgestatteten Kletterfelsen Frankreichs gehören, eine immer größer werdende Beliebtheit, so dass Orpierre schon seit langem jährlich etwa 50.000 Besucher zählt. Dieser Zustrom an Touristen hat das Dorf wiederbelebt. Die umliegenden Bauernhöfe und Weiler wurden verlassen, aber Orpierre zählt heute 330 Einwohner.

## Unternehmen in Orpierre
In der Gemeinde Orpierre haben sich eine Vielzahl von Betrieben und Geschäften niedergelassen (Stand 2023):
- Tierzucht und -haltung, Jagd und damit verbundene Tätigkeiten (20)
- Grundstücks- und Wohnungswesen (17)
- Tätigkeiten in Interessenvertretungen und Vereinen (6)
- Spezialisierte Bauarbeiten (6)
- Erziehung und Unterricht (4)
- Einzelhandel (ohne Handel mit Kraftfahrzeugen) (4)
- Dienstleister des Sports, der Unterhaltung und der Erholung (4)
- Dienstleistern für die menschliche Gesundheit (3)
- Erzeugung und Verteilung von Strom, Gas, Dampf und klimatisierter Luft (2)
- Medizinisch-soziale und soziale Unterbringung (2)

## Tourismus

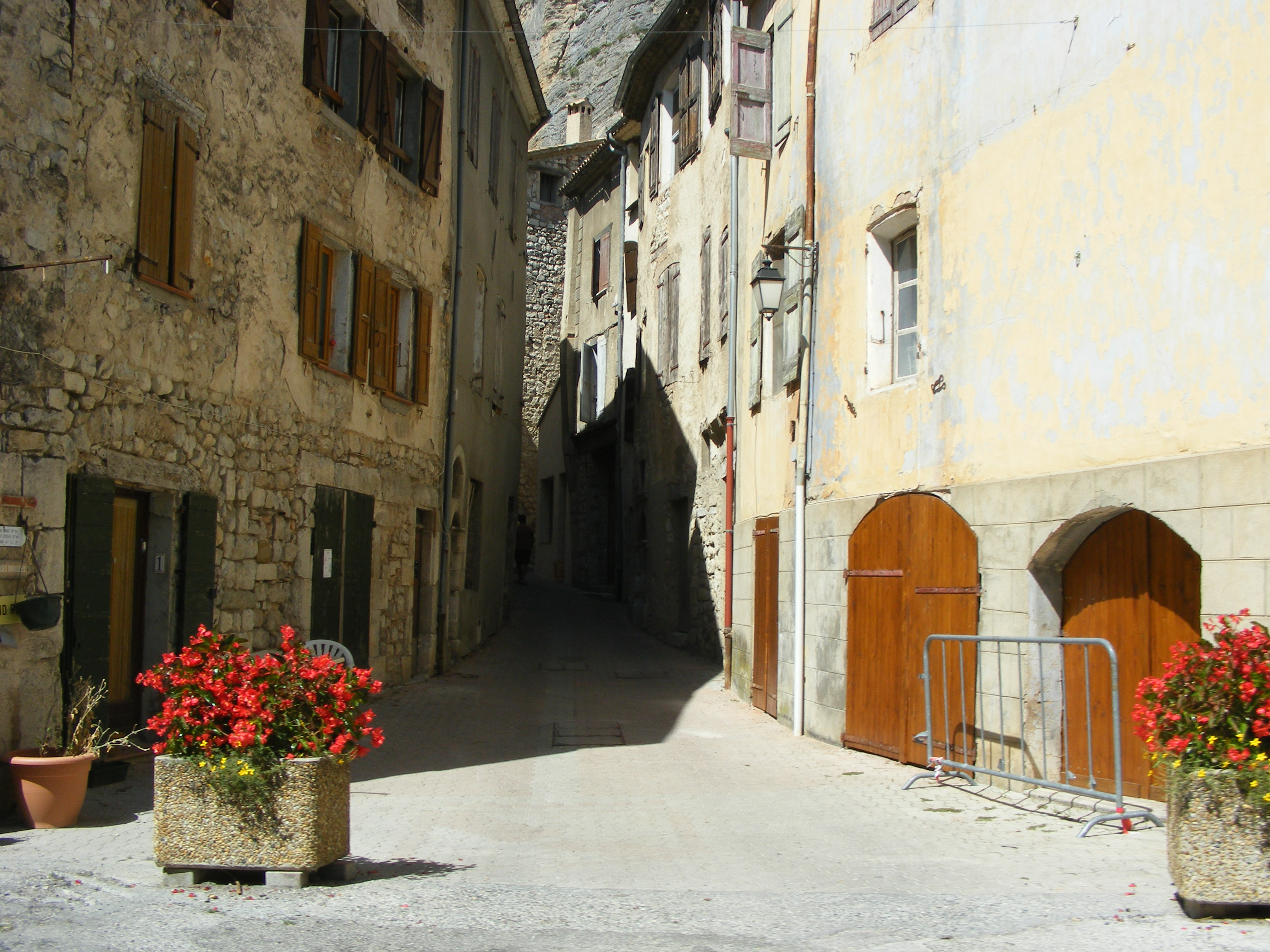
Hauptstraße von Orpierre

Der Aufbau des Orts Orpierre, das bis 1633 von einer Stadtmauer umgeben war, erinnert mit seiner Hauptstraße, seinen engen Gassen, dem sogenannten Haus des Prinzen und den Handelsvierteln sowie dem befestigten Rochas Tor an seine mittelalterliche Entstehung. Viele der historischen Gebäude sind mit Informationstafeln versehen.
Orpierre liegt inmitten von Felswänden, deren Erschließung für Kletterer ab Mitte der 1980er Jahre von der Gemeinde unterstützt wurde. Schon in unmittelbarer Nähe des Dorfs gibt es mit Kletterrouten erschlossene Felswände. Der Ort ist fast vollständig auf die internationalen Kletter eingestellt: Es gibt einen Kletterladen, eine Fremdenverkehrsamt, ein Lebensmittelgeschäft, eine Bar mit Restaurant, zwei Zeltplätze und einige Gites, vor allem im alten Ortskern. Die gute Infrastruktur des Ortes und ein Bürgermeister mit Weitblick erlaubten es Orpierre sich zu einem interessanten Klettergebiet zu entwickelt, das sehr häufig von organisierten Klettergruppen aufgesucht wird.
Für Drachen- und Gleitschirmflieger befindet sich südlich von Orpierre mit dem 1.265 m hohen Montagne de Charbre einer der bekanntesten Startplätze Frankreichs. Die Auffahrt führt von Laragne über eine geteerte Straße zum Gipfelkamm. Gestartet wird nach Norden oder Süden. Der Charbre ist aber wegen der möglichen starken Turbulenzen nicht immer ein Anfängergebiet.
Für Fahrradfahrer bietet die Gegend um Orpierre ein fast unendlich großes Reservoir an Tourenmöglichkeiten. Für Straßenfahrer sei nur die D30/D65 zum Col de Chapelle genannt. Für Mountainbiker bieten die Forststraßen im Regionalen Naturpark Baronnies Provençales unendlich viele Tourenmöglichkeiten.

## Persönlichkeiten
- Hugo Lorenzetti (1912–1975), Bahnradsportler und Schrittmacher

## Anmerkung
1. ↑  Dieser Abschnitt wurde von der französische Wikipedia übernommen und übersetzt.
2. ↑  Die Daten wurde von der französische Wikipedia übernommen.